# Альпийский тип

Пьемонт, альпийский тип, «Расы Европы: Социологическое исследование» Уильяма Рипли, 1899

Австриец, альпийский тип, «Расы Европы: Социологическое исследование» Уильяма Рипли, 1899

Альпи́йская ра́са — малая раса (антропологический тип) в составе европеоидной расы. Выделена в конце XIX в. французским антропологом и социологом Жоржем Лапужем (как homo alpinus). В дальнейшем стабильно выделялась антропологами: У. Рипли, М. Грант, Л. Стоддард, Ж. Монтадон, Я. Чекановский, К. Кун использовали именно этот термин, И. Деникер называл эту расу «западноевропейской», Э. Эйкштедт — «альпинидами», Б. Лундман — «западно-альпийской». В более поздние годы после перехода антропологов к популяционному подходу название «альпийская раса» использовалось только эпизодически. Альпийский тип может рассматриваться как ветвь балкано-кавказской расы.
Восточные альпиниды получили название гориды (Б. Лундман) или карпатиды (В. В. Бунак).

## Физические признаки
Альпийская раса характеризуется ростом ниже среднего, гиперстеническим телосложением, низким и широким лицом, крутым лбом со слабо выраженными надбровными дугами, резкой брахикефалией, тёмной (от каштановой до чёрной) пигментацией волос и радужины глаз.

## Распространение
Традиционно к альпийской расе относят большую часть населения Швейцарии и прилегающих областей: восточной Франции, северо-западной Италии и юго-западной Германии. Согласно более поздним исследованиям, Швейцария исключается из альпийской зоны: тёмная пигментация глаз и волос не является здесь преобладающей. На востоке границы альпийской расы доходят до среднего Днепра.

## Происхождение
Согласно выводам американских антропологов Уильяма Рипли и Карлтона Куна, альпийская раса преобладает в Центральной, Южной и Восточной Европе и некоторых частях Западной и Центральной Азии. У. Рипли утверждал, что альпиниды были выходцами из Азии и распространились на запад вместе с возникновением и развитием сельского хозяйства, которое они укоренили в Европе. Мигрируя в Центральную Европу, они разделили северную и южную ветви раннего европейского фонда, создав условия для раздельной эволюции нордидов и средиземноморцев. Эта модель была отражена в книге Мэдисона Гранта «Закат Великой Расы» (1916), в которой альпиниды изображались самой распространённой из европейских и западноазиатских рас. Однако Карлтон Кун в своей работе «Расы Европы» (1939) выдвинул другую гипотезу, согласно которой они представляют собой коренное редуцированное верхнепалеолитическое население Европы.

## Гориды
Гори́ды (англ. Gorids) — антропологический тип европеоидной расы, выделенный шведским антропологом Бертилем Лундманом. В его классификации это восточная ветвь альпийской расы. От западной разновидности альпийской расы отличается более широким разрезом глаз, более резкими чертами лица и зачастую более светлой пигментацией.